# Motyle (Białoruś)
Motyle (biał. Матылі; ros. Мотыли) – wieś na Białorusi, w obwodzie grodzieńskim, w rejonie szczuczyńskim.
W latach 1921 – 1939 wieś należała do gminy Berszty, w powiecie grodzieńskim województwa białostockiego.
Według Powszechnego Spisu Ludności z 1921 roku wieś zamieszkiwały 372 osoby, wśród których 2 było wyznania rzymskokatolickiego, 356 prawosławnego, a 14 mojżeszowego. Jednocześnie 358 mieszkańców zadeklarowało białoruską przynależność narodową a 14 żydowską. Było tu 72 budynki mieszkalne.